# Накаоме
Накаоме (ісп. Nacaome) — місто і муніципалітет в південній частині Гондурасу, адміністративний центр департаменту Вальє.

## Історія
Накаоме був заснований в 1535 році; отримав статус міста в 1845 році. У перекладі з ацтекських мов назва міста можна перевести як «союз двох націй»: Naca означає союз і Ome — дві. Ця назва для даної місцевості з'явилося ще задовго до приходу іспанців і власне заснування міста .

## Географія
Розташоване в південній частині департаменту, на березі річки Накаоме, недалеко від узбережжя Тихого океану. Абсолютна висота — 28 метрів над рівнем моря . Площа муніципалітету становить 496,2 км.

## Населення
За даними на 2013 рік чисельність населення становить 18 718 осіб .
 Динаміка чисельності населення міста по роках: 
| 1988  | 2001   | 2013   |
| ----- | ------ | ------ |
| 9 800 | 12 972 | 18 718 |